# 2088
Cette page concerne l'année 2088  du calendrier grégorien.
L'année 2088 est une année bissextile qui commence un jeudi.
C'est la 2088e année de notre ère, la 88e année du IIIe millénaire et du XXIe siècle et la 9e année de la décennie 2080-2089.

## Autres calendriers
- Calendrier hébraïque : 5848 / 5849
- Calendrier indien : 2009 / 2010
- Calendrier musulman : 1508 / 1509
- Calendrier persan : 1466 / 1467

## Événements prévisibles
- 27 octobre : Mercure occultera Jupiter, première fois depuis 1708, mais très près du Soleil et impossible de visualiser à l'œil nu.